# Mansilla + Tuñón Arquitectos
Mansilla + Tuñón Arquitectos was een Spaans architectenbureau, gevestigd in Madrid. Het bureau werd in 1992 opgericht door Luis Moreno Mansilla (1959–2012) en Emilio Tuñón Álvarez (1959). Het hield op te bestaan in 2012 toen Mansilla op 52-jarige leeftijd plotseling overleed.

## Bureau
Mansilla + Tuñón werd gezien als een van de toonaangevende Spaanse architectenbureaus. In 2009 gaven ze leiding aan de tiende Spaanse Architectuurbiënnale. In 2014 ontvingen ze, postuum voor Mansilla, de Gouden Medaille der Verdienste in de Schone Kunsten (Medalla de Oro al Mérito en las Bellas Artes).
Hun bekendste ontwerpen zijn waarschijnlijk het Auditorio Ciudad de León, een concert- annex congreszaal in León, die in 2003 bekroond werd met de Spaanse Architectuurprijs (Premio de Arquitectura Española), het Museo de Arte Contemporáneo de Castilla y León (MUSAC), eveneens in León, waarmee het bureau in 2007 de Mies van der Roheprijs (European Union Prize for Contemporary Architecture) won, en de Galerij van de Koninklijke Verzamelingen in Madrid, dat in 2017 bekroond werd met de Spaanse Architectuurprijs. Laatstgenoemd project wordt naar verwachting pas in 2023 voltooid, ruim twintig jaar nadat Mansilla + Tuñón in 2002 de prijsvraag hadden gewonnen.
Naast hun werk als architecten gaven beiden les aan de Escuela Técnica Superior de Arquitectura de Madrid (onderdeel van de Polytechnische Universiteit van Madrid), de Städelschule in Frankfurt am Main, de Harvard Graduate School of Design, de Technische Universiteit van Lausanne (EPFL), de Nueva Escuela de Arquitectura in Puerto Rico en de School of Architecture of Princeton University.

## Werken (selectie)
- 1996: Museo de Zamora in Zamora, Spanje
- 1998: Zwembad San Fernando de Henares in Madrid, Spanje
- 2000: Museo de Bellas Artes de Castellón in Castellón de la Plana, Spanje
- 2002: Auditorio Ciudad de León in León, Spanje
- 2002: Renovatie voormalige brouwerij El Águila voor het archief van de regio Madrid plus nieuwbouw bibliotheek Joaquín Leguina in Madrid, Spanje
- 2004: Museo de Arte Contemporáneo de Castilla y León (MUSAC) in León, Spanje
- 2005: Fundación Pedro Barrié de la Maza in Vigo, Spanje
- 2009: Tweelinghuizen in Tarifa, Spanje
- 2010: Gemeentehuis van Lalín, Spanje
- 2010: Centro de Artes Visuales de la Fundación Helga de Alvear in Cáceres, Spanje
- 2010: Relais & Châteaux Atrio in Cáceres, Spanje
- 2023: Galerij van de Koninklijke Verzamelingen in Madrid, Spanje

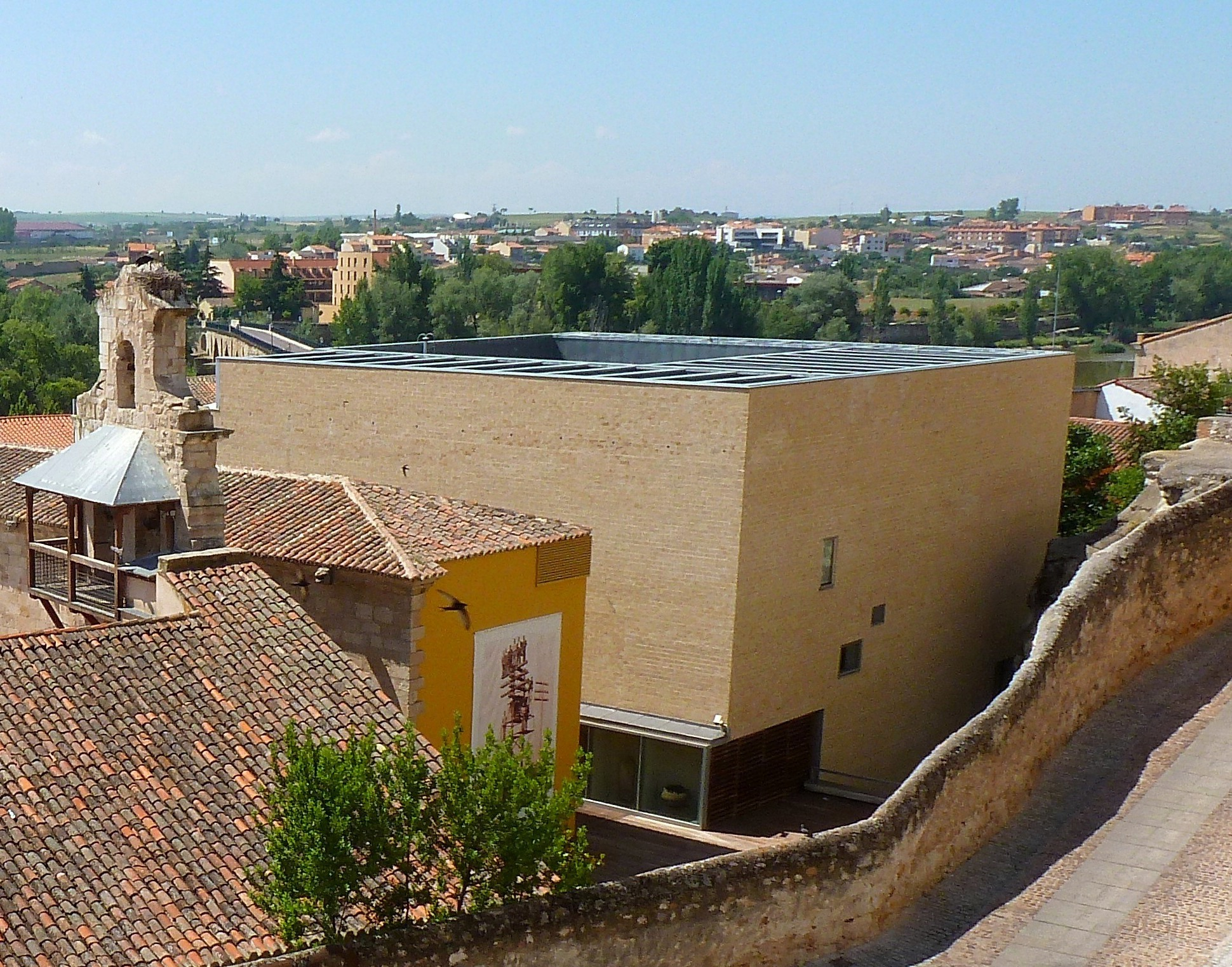
Museo de Zamora, 1996
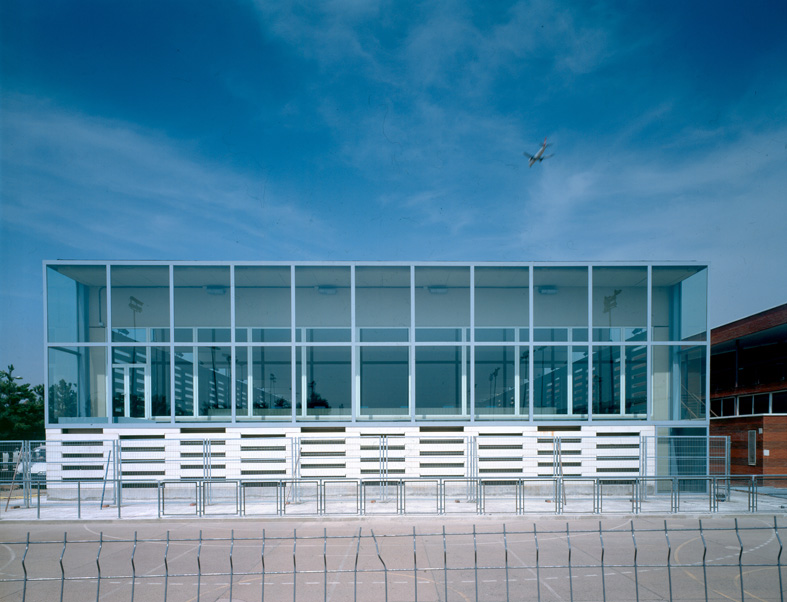
Zwembad San Fernando de Henares, 1998
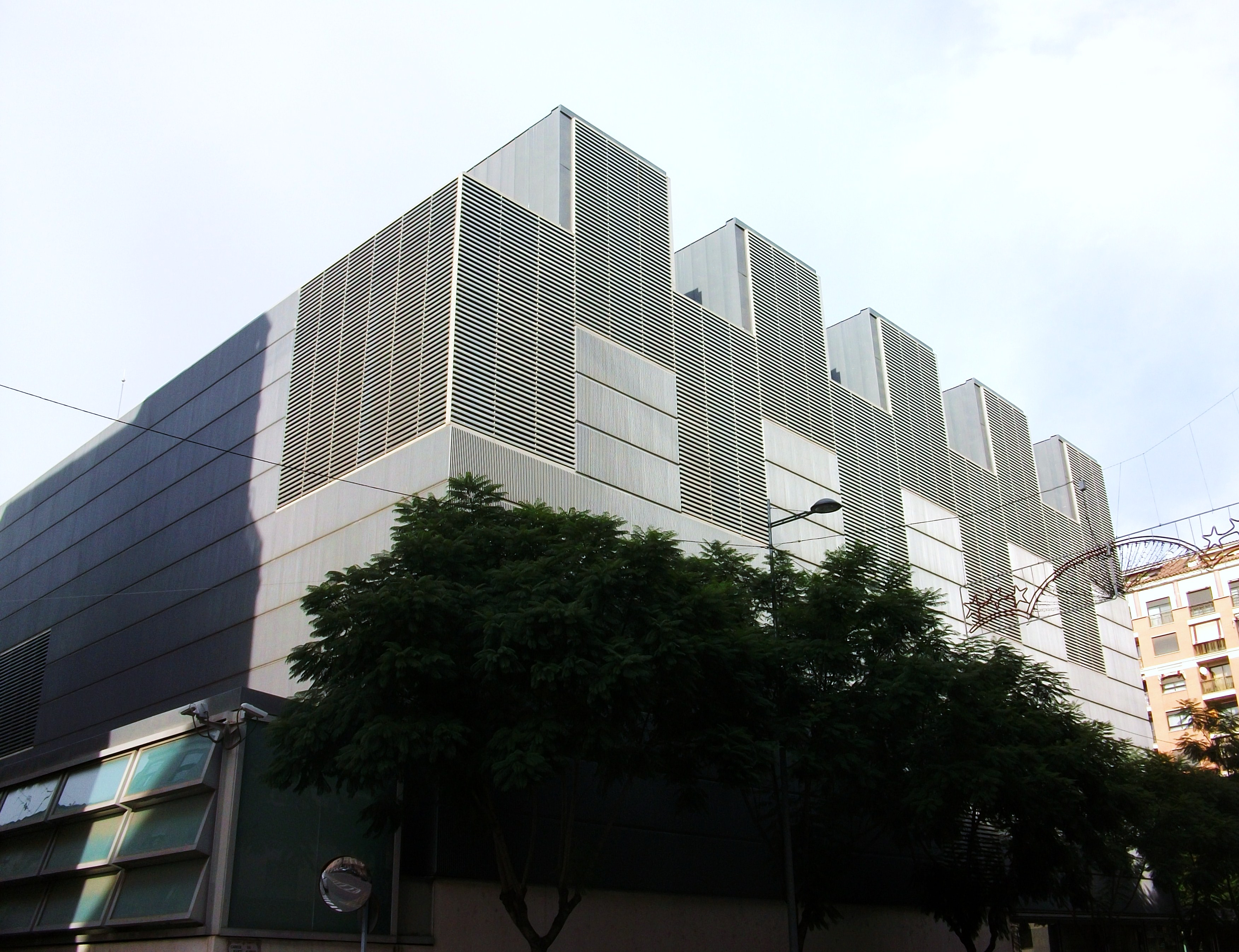
Museo de Bellas Artes de Castellón, 2000
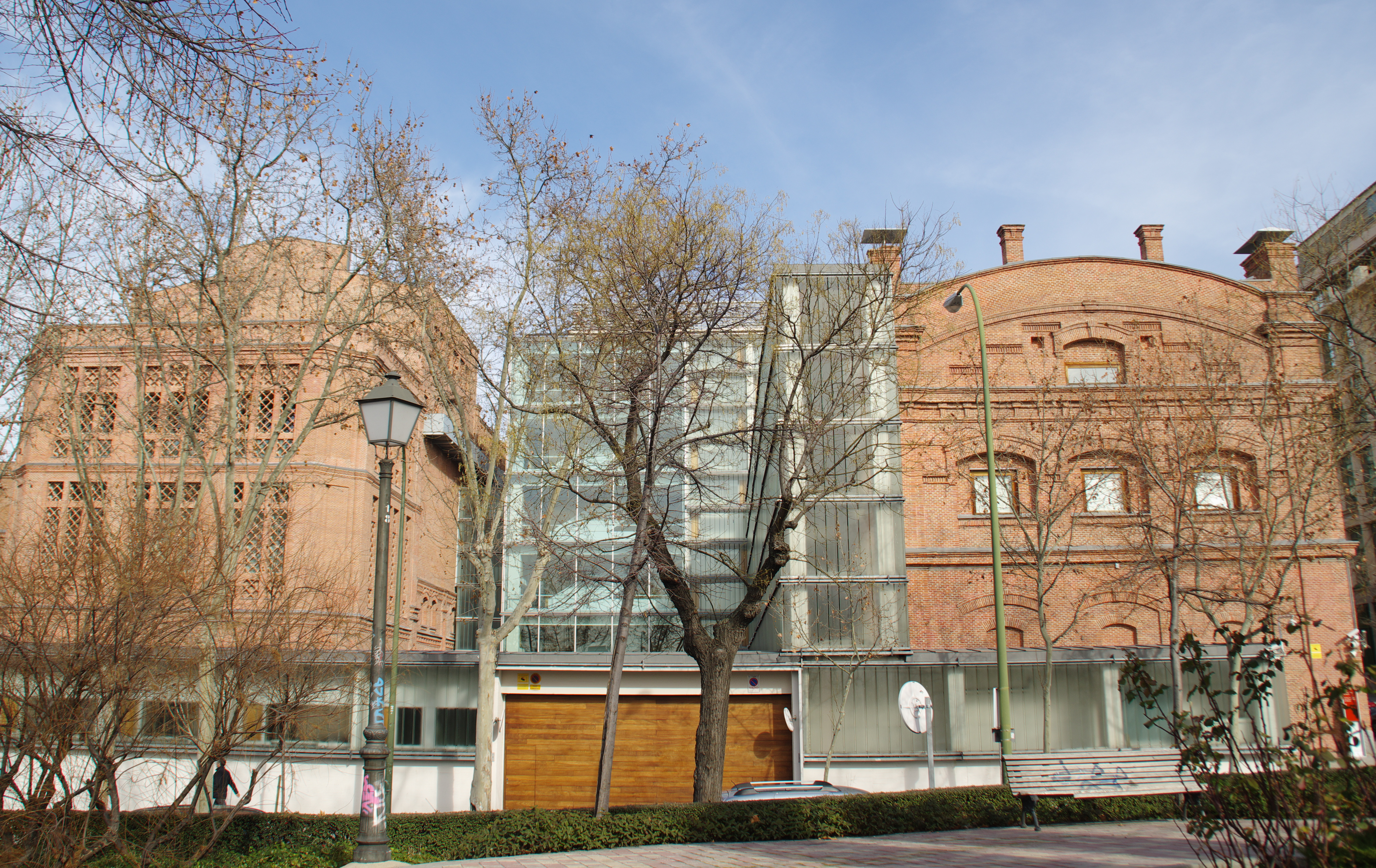
Archief en bibliotheek Joaquín Leguina, Madrid, 2002
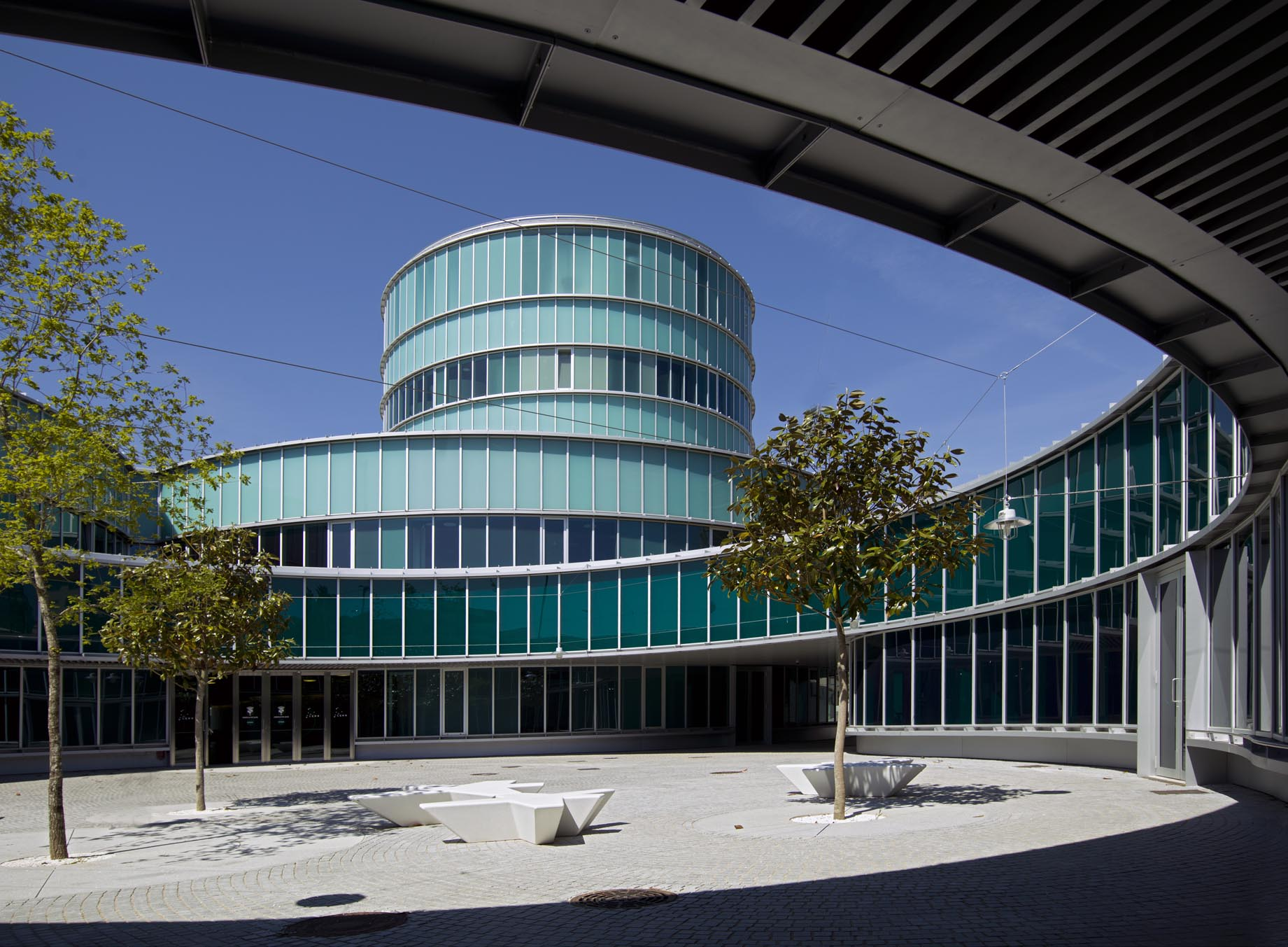
Gemeentehuis van Lalín, 2010